# Windbergschlucht (Bannwald)
Das Gebiet Windbergschlucht ist ein mit Verordnung vom 1. März 2004 durch die Körperschaftsforstdirektion Freiburg ausgewiesener Bannwald (Schutzgebiet-Nummer 100060) bei St. Blasien im Landkreis Waldshut in Baden-Württemberg.

## Lage
Das Schutzgebiet befindet sich östlich von St. Blasien und wird vom Windbergbächle durchflossen. Es liegt im Staatswald Landkreis Waldshut auf dem Flurstück 086800-000-00216/000.
Der Bannwald liegt vollständig im Landschaftsschutzgebiet St. Blasien und er ist Teil des Vogelschutzgebiets Südschwarzwald.

## Vegetation
Im Bannwald kommen laut Waldbiotopkartierung die folgenden Pflanzen vor:
Weiß-Tanne, Spitzahorn, Berg-Ahorn, Blauer Eisenhut, Kriechender Günsel, Wald-Engelwurz, Arnika, Wald-Geißbart, Wald-Frauenfarn, Schlangen-Knöterich, Bitteres Schaumkraut, Berg-Flockenblume, Gegenblättriges Milzkraut, Wechselblättriges Milzkraut, Mittleres Hexenkraut, Gemeine Hasel, Sumpf-Pippau, Drahtschmiele, Gewöhnlicher Dornfarn, Echter Wurmfarn, Schmalblättriges Weidenröschen, Berg-Weidenröschen, Rotbuche, Wald-Schwingel, Wald-Erdbeere, Gewöhnliche Goldnessel, Ruprechtskraut, Wald-Habichtskraut, Großes Springkraut, Weißliche Hainsimse, Wald-Hainsimse, Bärwurz, Weiße Pestwurz, Buchenfarn, Ährige Teufelskralle, Gemeine Fichte, Gewöhnliches Rispengras, Hasenlattich, Eisenhutblättriger Hahnenfuß, Brombeere, Sal-Weide.
Roter Holunder, Hain-Greiskraut, Gewöhnliche Goldrute, Vogelbeere, Hain-Sternmiere, Salbei-Gamander, Sommerlinde, Bergulme, Heidelbeere, Echter Baldrian.

## Schutzzweck
Der Schutzzweck des Bannwalds ist gemäß Schutzgebietsverordnung
- Die unbeeinflusste, spontane Entwicklung des Waldes mit seinen Tier- und Pflanzenarten (Schutz des Sukzessionsablaufs, Prozessschutz) sowie die wissenschaftliche Beobachtung der Entwicklung zu gewährleisten.
- Dies beinhaltet den Schutz der Lebensräume und -gemeinschaften, die sich im Gebiet befinden, sich im Verlauf der eigendynamischen Entwicklung des Waldbestandes innerhalb des Schutzgebietes ändern oder durch die eigendynamische Entwicklung entstehen.

## Betreuung
Wissenschaftlich betreut wird der Bannwald durch die Forstliche Versuchs- und Forschungsanstalt Baden-Württemberg (BVA).